# Alexandre O’Neill

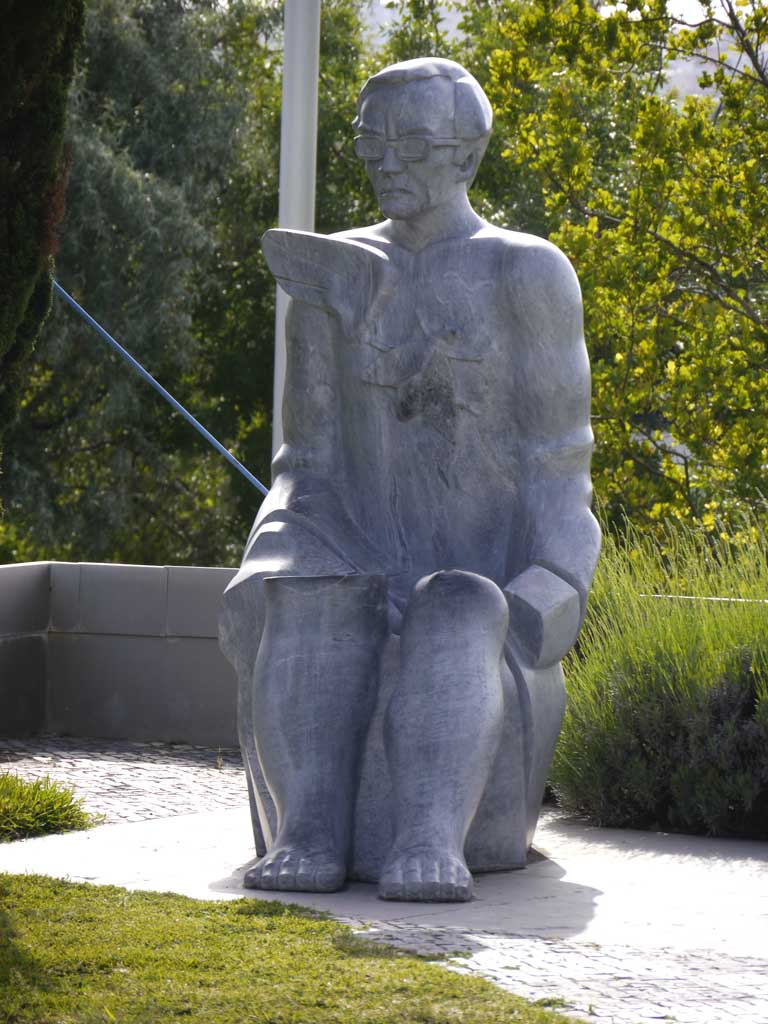
Statue des Dichters

Alexandre Manuel Vahia de Castro O’Neill de Bulhões (* 19. Dezember 1924 in Lissabon, Portugal; † 21. August 1986 in Lissabon) war ein portugiesischer Lyriker irischer Abstammung. Er gilt als bedeutendster surrealistischer Lyriker Portugals im 20. Jahrhundert. Auch war er als Zeitungskolumnist, Drehbuchautor, Fernsehkritiker, Übersetzer und Liedtexter tätig.

## Leben
Alexandre O’Neill, wie er sich schlicht nannte, wurde 1924 in Lissabon als Nachfahre irischer Einwanderer geboren, die um 1840 nach Portugal eingewandert waren. Als Jugendlicher galt Alexandre als traurig und verschlossen. Seine Tante, Maria O’Neil, war in Portugal eine der führenden Feministinnen und Suffragetten ihrer Zeit gewesen und auch als Schriftstellerin und Spiritistin tätig. Der Jugendliche nahm oft an solchen Séancen bei seiner exzentrischen Tante teil. Er wuchs in einem bibliophilen Haushalt auf, las viel und entdeckte als ersten Schriftsteller für sich Teixeira de Pascoaes. Schon als Gymnasiast begann er mit dem Schreiben. Seine allererste Veröffentlichung hatte mit einem Gedicht 1942 in einem Magazin. 1944 besuchte er für ein Jahr die Nautische Schule in Lissabon, weil er eigentlich Schiffskapitän werden wollte, verließ die Schule jedoch ohne Abschluss. Von 1946 bis 1952 war er als Angestellter in einer Sparkasse tätig.
In Lissabon wurde er mit anderen Autoren und Künstlern zusammen Mitbegründer einer Gruppe von Surrealisten. Sein erstes eigenes Buch war 1949 unter dem Namen A ampela de miraculosa erschienen. Als junger Mann hatte er kurzzeitig eine Liaison mit der französischen Surrealistin Nora Mitrani.
1953 wurde er aufgrund seines Werkes für 40 Tage im Staatsgefängnis Caxias inhaftiert. Vorher war er schon von der PIDE observiert und beobachtet worden und galt als „Staatsfeind“. 1966 wurden einige seiner Gedichte ins italienische übersetzt.
Auch schrieb er Drehbücher für das Fernsehen und für das Kino, war Kolumnist beim Diario de Lisboa tätig, in den 70er Jahren auch unter Pseudonym als Fernsehkritiker unterwegs, schrieb den Text für den Fado „Gaivota“, der von Amália Rodrigues gesungen wurde und übersetzte u. a. Wladimir Wladimirowitsch Majakowski, Fjodor Michailowitsch Dostojewski und Alfred Jarry ins Portugiesische.
Er war zweimal verheiratet und hatte zwei Söhne. Die erste Frau war die bekannte Regisseurin Noémia Delgado. Mit ihr war er von 1955 bis 1971 verheiratet und hatte einen Sohn, den in den USA verstorbenen Starphotographen Alexandre Delgado O’Neill (1959–1993). Seine zweite Frau, Teresa Gouveia, war in Portugal als Politikerin tätig, so war sie mehrfach Ministerin (Außen- und Kultur) sowie Abgeordnete des portugiesischen Parlaments.
1986 starb Alexandre O’Neill an Herzproblemen in Lissabon.
2004 drehte der Regisseur Fernando Lopes eine Dokumentation über O’Neill, die auch als DVD erschien (in einer Doppel-Edition mit seinem Dokumentar-Film über Pina Bausch in Lissabon).

## Werke (Auswahl)
- A Amapôla Miraculosa, 1949, Lyrik.
- Tempo de Fantasmas, 1951, Lyrik.
- Poemas com Endereco, 1962, Lyrik.
- No Reino da Dinamarca, (Obra Poética 1951–1965), 1967, Lyrik.